# Lotnisko Kilkenny
Lotnisko Kilkenny (kod IATA: KKY, kod ICAO: EIKK) – lotnisko położone 2,8 kilometrów na północ od Kilkenny, w Irlandii.